# Brabantse Kouters

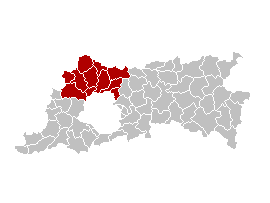
Kaart van Vlaams-Brabant met aanduiding van de meeste gemeenten van de Brabantse Kouters (exclusief Steenokkerzeel, Zaventem, Kraainem en Wezembeek-Oppem)

De Brabantse Kouters is een streek in de Belgische provincie Vlaams-Brabant gelegen ten noorden van Brussel. De streek is een erkend Regionaal Landschap.
De streek is heel gevarieerd. In het zuiden is het heuvelachtig met lemige bodems. In het noorden eerder vlak en zandig. Op de plateaus zijn de typische open kouterlandschappen.
De Zenne en de beekvalleien vormen opvallende groenblauwe linten, net als de vele kilometers hagen, heggen, houtkanten, dreven, holle wegen en knotbomenrijen. Zij verbinden de groene rustpunten in deze regio, de natuurgebieden, de bossen en de open ruimtekamers.
De volgende gemeentes worden tot de Brabantse Kouters gerekend:
- Asse
- Grimbergen
- Kapelle-op-den-Bos
- Kraainem
- Londerzeel
- Machelen
- Meise
- Merchtem
- Opwijk
- Steenokkerzeel
- Vilvoorde
- Wemmel
- Wezembeek-Oppem
- Zaventem
- Zemst

## Galerij

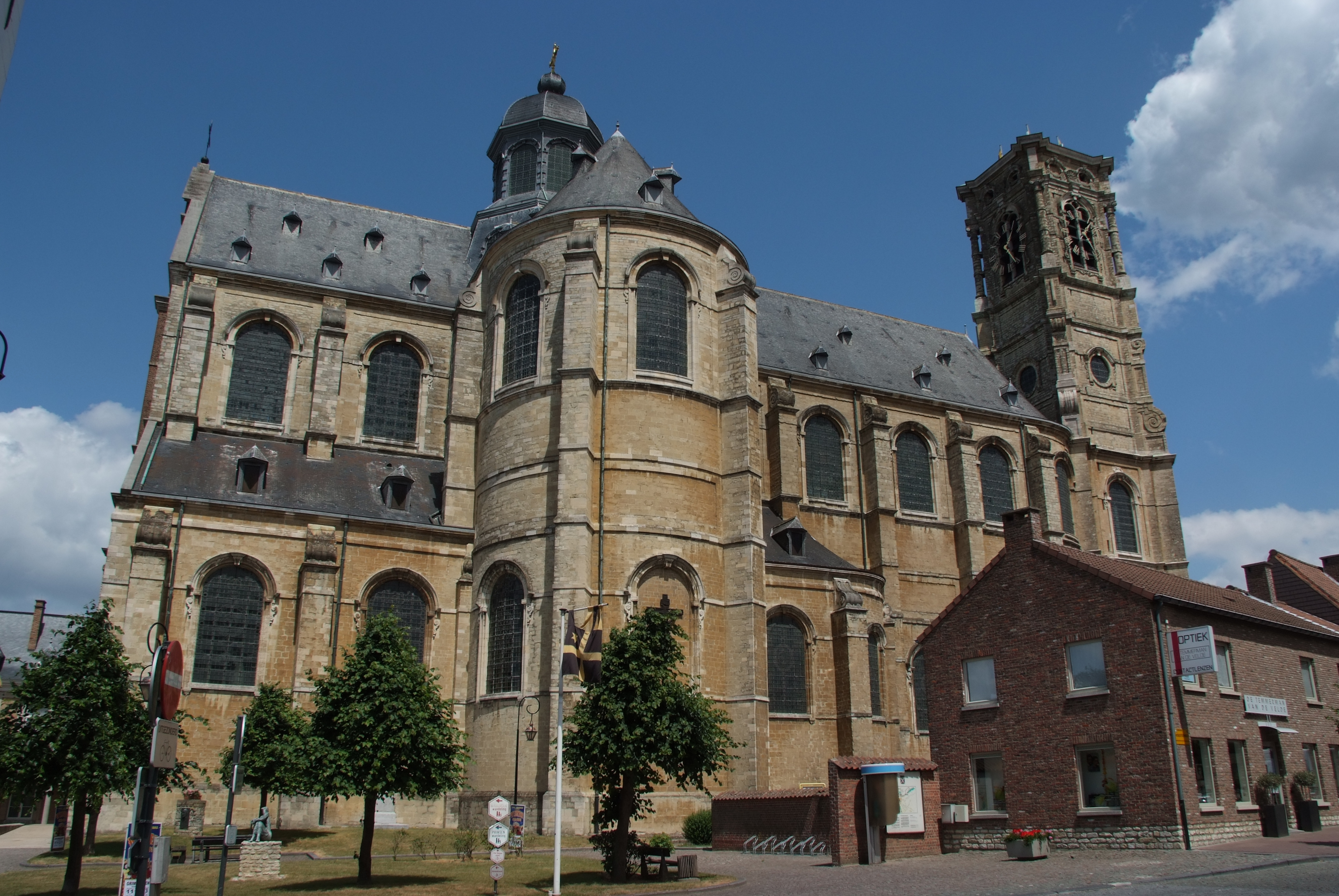
Abdij van Grimbergen
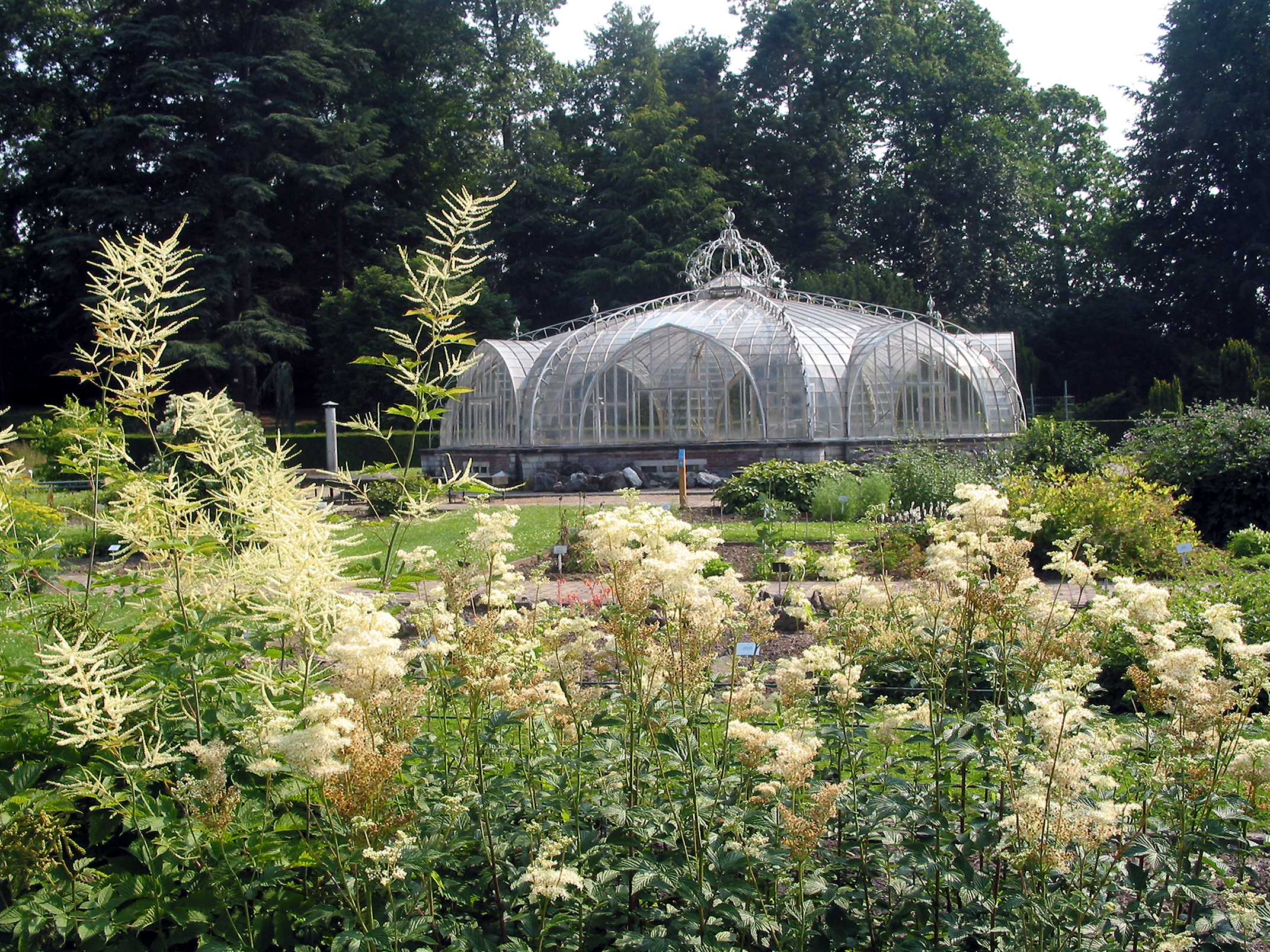
Plantentuin Meise